# Pravachan
Pravachan, o Pravacana (en sánscrito: प्रवचन) es un término usado para referirse a un tipo de sermón en las religiones indias. Se refiere a cualquier exposición de una doctrina o tratado, o a la recitación de un fragmento de las escrituras o texto en las tradiciones jainistas e hinduistas. En particular, el término se refiere a una tradición en la que un Pravacanakara (monje, estudioso o santo) presenta ante una asamblea formada por fieles laicos o ante el público en general sus enseñanzas o explicaciones de ideas espirituales en las tradiciones indias. La tradición Pravacana es antigua, siendo mencionada ya en los textos védicos, pero también en los textos shastra y sutra post-védicos de hindúes y jainistas.

## En el budismo
En el budismo, el término Pravacana se refiere a los nueve dhammas en textos budistas y a su recitación. El término fue adoptado de la tradición védica y ocasionalmente recibe el nombre de Pavachan.

## En el hinduismo

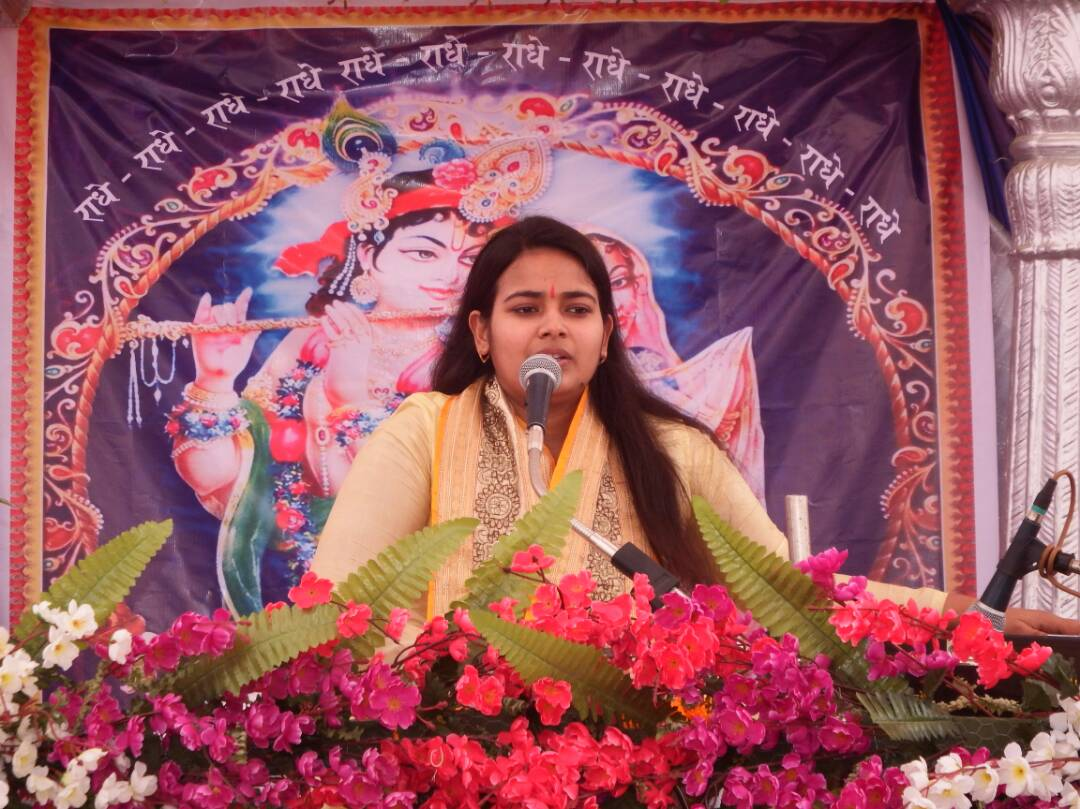
Un pravacana hindú en curso.

Pravacana (en sánscrito: प्रवचन) se refiere a «exponer, recitar, explicar oralmente, hablar o disertar» sobre una idea o doctrina espiritual o tratado en el hinduismo, en particular cuando se hace de manera elocuente o con una expresión excelente. El término aparece en tal sentido en los versos 10.35.8 y 4.36.1 del Rigveda, y en el sentido de recitación de textos védicos en el Yajurveda, en varios bráhmanas, en los gryjia-sutras y otros varios sutras, en el Ramayana y el Mahabharata, así como en literatura puránica, p. ej., en el Bhagavata Purana. El término se refiere de manera típica a un discurso, una discusión verbal o un recital, pero también a un género textual de literatura india en el que se analiza una doctrina a través de varios textos, proponiendo o sintetizando ideas. El orador recibe el nombre de Pravacanakara.
De acuerdo con Rangaswami, si bien pravacana significa enseñanza o recitación de escrituras, también puede referirse a la autorrecitación de un texto. La tradición continúa siendo popular en la época contemporánea, pero se escribe de manera diferente en diferentes regiones. Por ejemplo, en Kerala, es llamada pathakam, y generalmente se refiere a un recital folclórico lleno de enseñanzas o intuiciones espirituales y morales, tales como Purana-pravacana, de acuerdo con Raghavan.

## En el jainismo

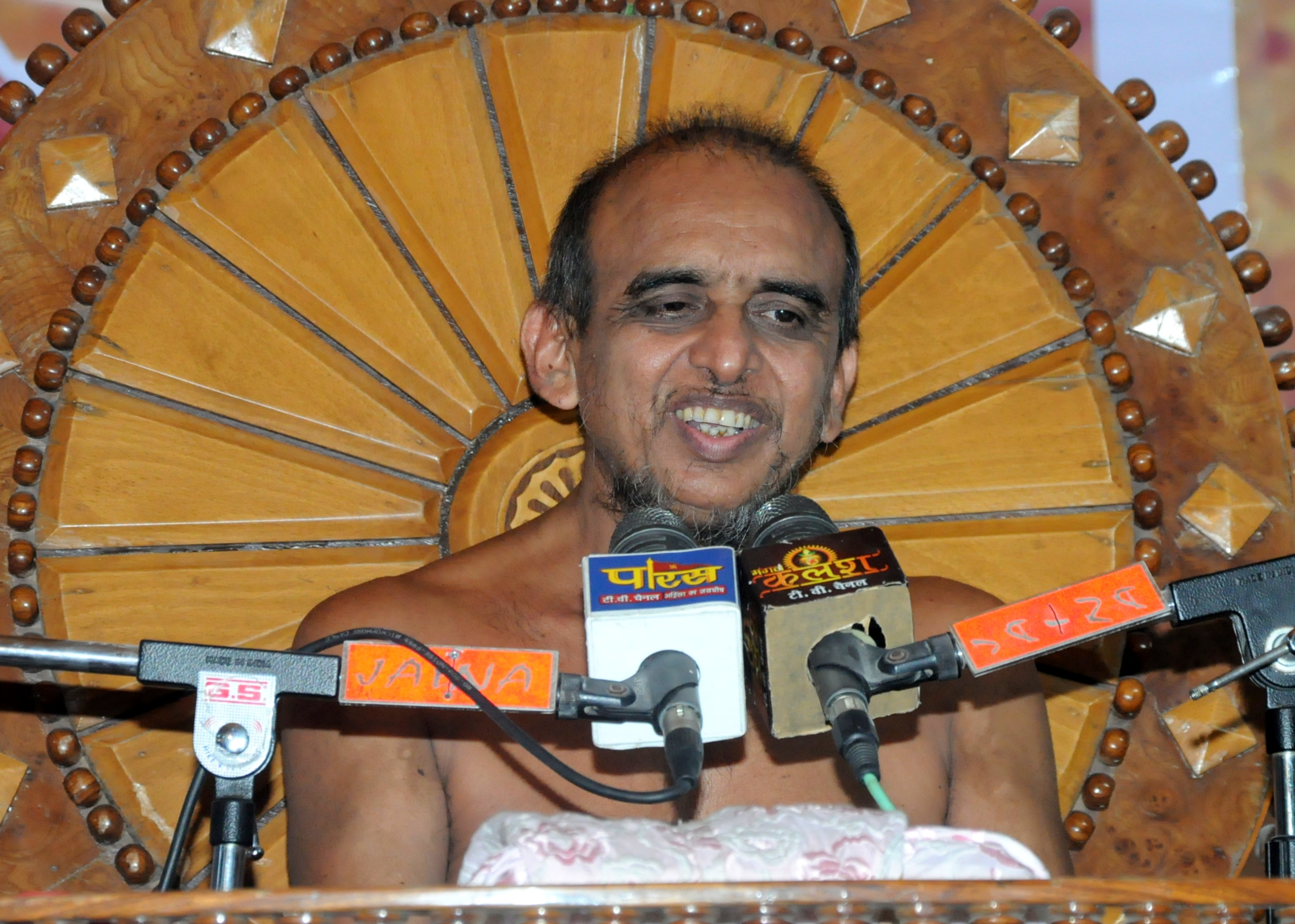
Pravachan por un monje digambara

La palabra pravachan es ampliamente usada en el jainismo. Para los jainistas, el término śrāvaka se usa referirse al laicado (esto es, para las personas que han conformado un hogar). La palabra tiene sus raíces en la palabra śrāvana, que significa «el que escucha (los discursos de los santos)».
El pravachan de los santos jainistas suele centrarse en los principios jainistas o en sus sagradas escrituras (Shastra Pravachan).
Durante las temporadas lluviosas, de cuatro meses, que obligan a los mendicantes a permanecer en un solo lugar, el sadhu principal  de cada grupo ofrece un sermón diario (pravacana, vyakhyana), al que asisten principalmente mujeres y hombres mayores ya jubilados, aunque en días especiales asiste la mayor parte de la congregación laica. Durante sus ocho meses de viaje, los sadhus dan sermones siempre que se les solicita, más a menudo al llegar a un nuevo pueblo o ciudad en sus viajes.
El término Pravacana es incluido ocasionalmente en el título de algunos textos jainistas, por ejemplo en el Pravacana-sara de Kunda-kunda.